# Al-Qadisiyya (provins)
al-Qadisiyya (arabiska: القادسية) är en provins i centrala Irak och täcker ett område som ligger mellan de stora floderna Eufrat i väster och Tigris något öster om provinsen. Den administrativa huvudorten är al-Diwaniyya. Provinsen har en yta på 8 153 km², och en folkmängd på 1 077 614 invånare 2009.

## Administrativ indelning
Provinsen är indelad i fyra distrikt:
- Afaq, al-Diwaniyya, al-Hamza, al-Shamiya